# Adelognathus obscurus
Adelognathus obscurus là một loài tò vò trong họ Ichneumonidae.